# Кальна (Калуський район)
Ка́льна— село Калуського району Івано-Франківської області. Входить до складу Витвицької сільської громади.

## Розташування
Гірське село Кальна розташоване за 24 км від міста Долина і 18 км від залізничної станції в Болехові.

## Історія
Вперше Кальна згадується в поборовому реєстрі Жидачівського повіту 1577 р. Село було закладене орієнтовно в середині XVI ст. на ґрунтах коронного села Мізунь Долинського староства (нині с. Старий Мізунь).
Збереглися відомості про заснування у 1840 році однокласної сільської школи, а в 1895 році збудовано друге шкільне приміщення. Будівлі збереглися до наших днів. В 1970 році була збудована нова двоповерхова школа на 100 учнемісць, у якій працює 26 вчителів, більшість яких вихідці з села.

## Товариство "Просвіта"
На початку XX століття у селі організувалося товариство «Просвіта», яке дало новий поштовх культурно-освітній роботі серед горян, піднесенню національно-патріотичного духу населення. Просвітяни спочатку збиралися в хаті Левка Коса та в інших оселях. Згодом вирішили збудувати хату-читальню. Польська влада заборонила це зробити. Тому робили це таємно. Землю під будівлю дав Михайло Сем'янків. Будинок, у якому було 6 кімнат, зводили під керівництвом священника М.Олійника та вчительки М.Симбратович і в 1931 році читальня була відкрита. Дві кімнати були відведені під крамницю кооперативи, дві інші — під бібліотеку з читальним залом.
У залі зі сценою ставилися п'єси і концерти. Найактивнішими були просвітяни Дмитро Федів, Трохим Данилишин, Степан Яблонський, Михайло Дрешер, Марія Симбратович, о. Михайло Олійник, Василь Павлів, Левко Кос, Ілля Василів, Степан Федів, Михайло Сем'янків.

## Церква Святого Михаїла Архистратига
У 1910 році сільська громада збудувала муровану церкву Святого Михаїла Архистратига, яка належить до цікавих пам'яток архітектури. Церква розташована в центрі села. В 1980 році в церкві оновлено орнаментний розпис. У 1993 році відновлено зовнішню штукатурку. Мурована з червоної цегли, одноверха, фундамент з природного каменю. Дах покритий оцинкованою блюхою. В плані тридільна, з прямокутним бабинцем і дещо більшою навою. Вівтарна частина дводільна, до якої прибудовані ризниця і паламарна, а до прямокутного бабинця - менший прямокутний притвор. Входи в церкву здійснюються з заходу і півдня, у притвор і паламарну. Половину площі над бабинцем займають хори. Стіни вкриті орнаментальним розписом, який відновлений на початку 30-х років XX століття. Освітлюють будівлю вікна з циркульним завершенням. Іконопис — різьблений, позолочений. Церква вміщає 1000 осіб.
У 1996 році збудовано дзвіницю.

## Національно-визвольний рух
Чимало жителів села вибрали тернистий шлях борців за волю України, згинули в боротьбі чи були репресовані. Та найбільшу шану кальнянці віддають світлій пам'яті Василя Коса, який мав псевдо "Беркут". Він мріяв бути священником, навчався в духовних закладах у Бучачі та Львові, згодом став референтом пропаганди надрайонного проводу ОУН. Своїми палкими промовами підіймав горян на боротьбу проти загарбників усіх мастей, а в березні 1946 року геройськи загинув, оточений енкаведистами.
Справу борця продовжили інші, зокрема один із засновників Українського Національного Фронту Михайло Дяк. Працюючи дільничим інспектором міліції, він разом із Миколою Федівим, Дмитром Квецком, Зіновієм Красівським створили підпільну організацію, яка своїми діями підтвердила, що дух волі живе і діє, що ніяка сила не здатна його зломити. Про це оповістили синьо-жовті прапори, вивішені у різних місцях Болехівщини, понівечений пам'ятник Леніну в Болехові, розкидані листівки із патріотичними закликами до боротьби з тиранією. Організація розробила Меморандум УНФ і відіслала його 23 з'їзду КПРС. У ньому була вимога повернути в Україну репресованих і надати їм всіх громадянських прав і свобод.
Енкаведисти шаленіли, шукаючи сміливців і врешті натрапили на слід. Схопивши Михайла Дяка, запроторили його у Володимирівську тюрму. Повернувшись із тюрми важкохворим, Михайло Дяк помер 18 серпня 1976 року. Сільська громада вшанувала пам'ять полум'яного борця меморіальною дошкою з барельєфом, яку встановлено на фасаді будинку сільради. Кошти на її виготовлення дав народний депутат України Василь Бартків.

## Населення
У 1880 році в селі проживало 550 осіб, у 1910 році — 795, у 1924 році — 879, у 1935 — 1017. У 1939 році — 1110 мешканців (1080 українців, 10 поляків, 20 євреїв), у 1970 році — 1161. Станом на 1 січня 2005 року у Кальні було 372 господарства і 1091 житель.

## Сучасність
Про історію гірського села, про людей і видатні особистості поселення, про традиції і звичаї бойків розповідають експонати кімнати-музею, створеного у місцевій школі з ініціативи її директора Ганни Сабан.
Релігійні громади: Православна церква України (о. Назарій Мацук), УГКЦ (о. Михайло Міхней).
10 квітня 2017 року випадково спалили давню дзвіницю, яку було збудовано у 1909 році.

## Уродженці
- Дяк Михайло Дмитрович — член-засновник Українського національного фронту, дисидент, політв'язень;
- Кос Василь Васильович — референт пропаганди Долинського надрайонного проводу ОУН, лицар Бронзового хреста заслуги УПА;
- Лабенський Мар'ян (1913–1946) — симпатик ОУН; священик УГКЦ; 1946, жахливо закатований московськими окупантами; похований в с. Витвиця.
- Мищак Іван Миколайович — український історик та правознавець;
- Данилів Василь Миколайович (1969) — український бізнесмен, філантроп, меценат;
- Данилів Іван Іванович — український політик, голова Долинської районної ради Івано-Франківської області.